# Luigi Creatore
Luigi Federico Creatore (Nova Iorque, 21 de dezembro de 1921 — Boca Raton, 13 de dezembro de 2015) foi um compositor e produtor musical norte-americano.